# Rue Baillet
Pour les articles homonymes, voir Gloriette (homonymie).
La rue Baillet est une voie du 1er arrondissement de Paris, en France.

## Situation et accès

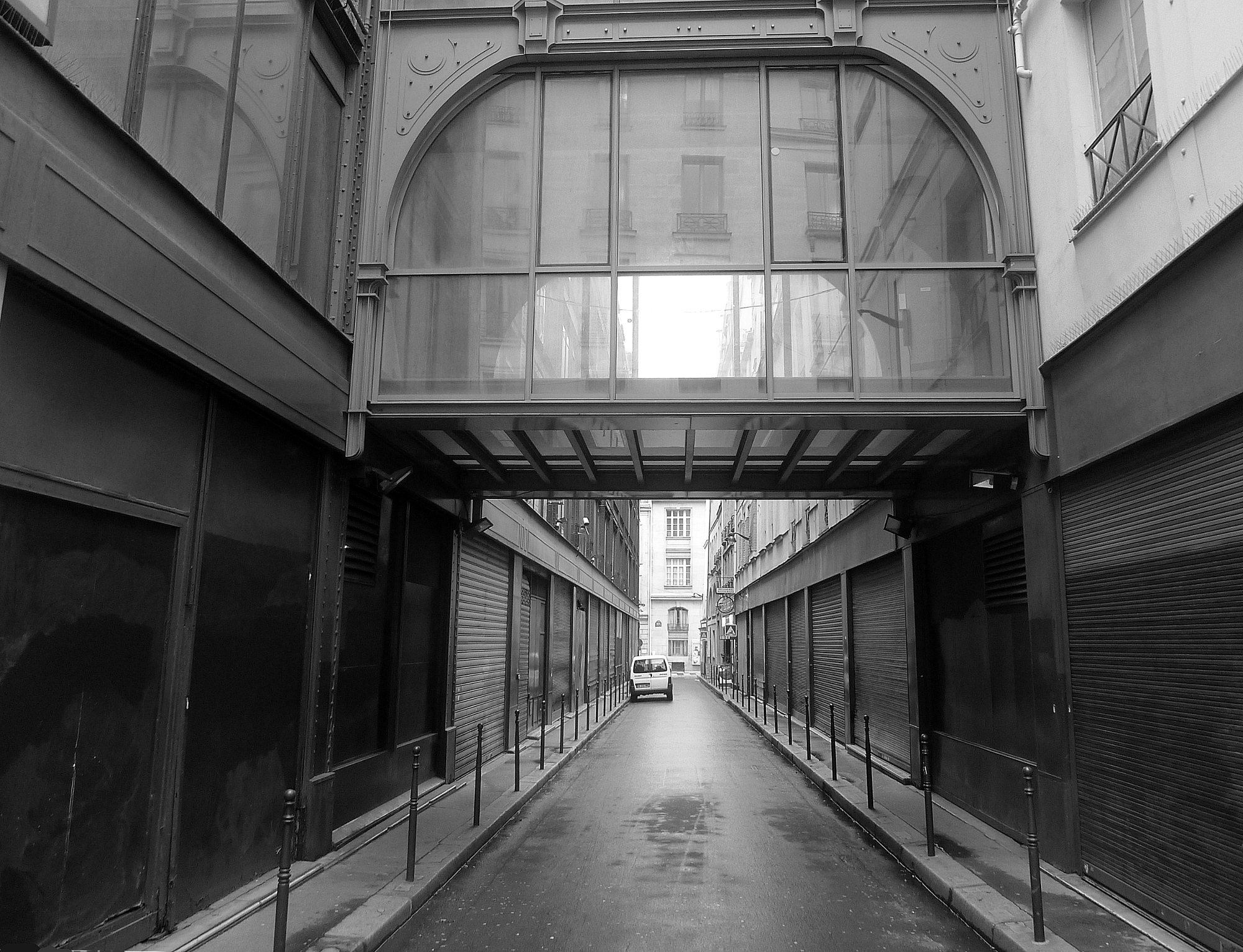
Rue Baillet vue de la rue de la Monnaie.

Cette rue, longue de 73 m, commence au 21, rue de la Monnaie et finit au 22, rue de l'Arbre-Sec. Elle est située dans le 1er arrondissement dans le quartier Saint-Germain-l'Auxerrois.

## Origine du nom
Au XIIIe siècle, « gloriette » signifiait « prison » et cette rue portait ce nom en référence à la prison de l'évêque de Paris située à proximité, rue Saint-Germain-l'Auxerrois.

## Historique
Cette voie était dénommée en 1297 « rue Dame-Gloriette, », ou plus simplement « rue Gloriette ».
Cette voie est citée dans Le Dit des rues de Paris de Guillot de Paris sous la forme « rue Gloriete ». 
Vers 1350-1360, cette rue prit le nom de « rue Baillet » en raison que Jean Baillet, argentier du dauphin, futur Charles V le Sage, y avait une propriété au niveau du no 4 de cette rue.
Elle est citée sous le nom de « rue Baillette », dans un manuscrit de 1636 dont le procès-verbal de visite, en date du 22 avril 1636, indique qu'elle est « salle, boueuse et remplie d'immundices et de plus avons particulièrement veu quantité de fumiers compiliez avec boues, qui arrestent le cours des eaues des ruisseaux ».
En 1702, la voie, qui fait partie du quartier du Louvre, comporte 10 maisons et 3 lanternes.
Une décision ministérielle du 13 floréal an IX (3 mai 1801), signée Chaptal, fixe la largeur de la rue à 7 m. Cette largeur est portée à 10 m par une ordonnance royale du 23 juillet 1828.
Au XIXe siècle, la rue qui était longue de 73 m, commençait aux 17-19, rue de la Monnaie et finissait aux 22-24, rue de l'Arbre-Sec. Elle était située dans l'ancien 4e arrondissement, quartier du Louvre.
Les numéros de la rue étaient rouges. Le dernier numéro impair était le 9 et le dernier numéro pair était le 14.

## Pour approfondir